# دان برينر
دان برينر (بالإنجليزية: Dan Brenner)‏ هو ملحن وكاتب أغاني أمريكي، ولد في 19 ديسمبر 1963 في نيويورك في الولايات المتحدة.

## وصلات خارجية
- الموقع الرسمي
- دان برينر على موقع ميوزك برينز (الإنجليزية)
- دان برينر على موقع ديسكوغز (الإنجليزية)